# پیت در برابر زندگی
پیت در برابر زندگی (انگلیسی: Pete versus Life) یک مجموعهٔ تلویزیونی بریتانیایی است که در سال ۲۰۱۰ از کانال ۴ (بریتانیا) پخش شد.

## بازیگران
- ریف اسپال
- پیپا دافی
- ریس ریچی
- کریس گیر
- فیلیپ جکسون
- کاترین راسل
- جینا برامهیل